# 船底座OB2
船底座OB2是在船底座的一個巨大OB星協。它包含的恆星大概從91顆至157顆不一而足，其中很多是光譜類型O和B的藍色高溫恆星。它距離地球大約3,100秒差距，年齡大約400萬年。